# Laodracon carsticola
Laodracon carsticola — вид ящірок родини агамових (Agamidae). Описаний у 2023 році.

## Назва
Родова назва Laodracon перекладається з латинської як «дракон з Лаосу». Видовий епітет carsticola походить від німецького «Karst» , що використовується для вапнякових ландшафтів і «cola», латинське слово, що означає «мешканець».

## Поширення
Ендемік Лаосу.  відомий лише з одного відслонення вапняку в туристичній концесійній зоні в окрузі Кунхам провінції Кхаммуан.

## Опис
Середніх розмірів ящірка з довжиною тіла близько 10 см. Довжина хвоста близько 20 см. Задні ноги довгі та тонкі. Голова відносно широка, із горловим мішком, від шиї знизу відмежована поперечною складкою. Барабанна перетинка добре видна. Уздовж хребта на шиї та спині проходить гребінь із відносно коротких та товстих лусок. Навколо середини тіла 34 поперечних ряди сильно кілюватих лусок. Преанальні чи стегнові пори відсутні. Основа хвоста сильно розширена, з кільвати лусками, при цьому луски на спинній і черевній сторонах хвоста збільшені. Тіло зверху чорне з трьома білими поперечними смугами з великих плям та крапок. Горло з тонким темно-сірим малюнком та синьою плямою.